# Lyssomanes trinidadus
Lyssomanes trinidadus är en spindelart som beskrevs av Logunov, Marusik 2003. Lyssomanes trinidadus ingår i släktet Lyssomanes och familjen hoppspindlar. Inga underarter finns listade i Catalogue of Life.